# El Mirador, Cosamaloapan de Carpio
El Mirador är en ort i Mexiko.   Den ligger i kommunen Cosamaloapan de Carpio och delstaten Veracruz, i den sydöstra delen av landet, 400 km öster om huvudstaden Mexico City. El Mirador ligger 13 meter över havet och antalet invånare är 565.
Terrängen runt El Mirador är mycket platt. Runt El Mirador är det ganska tätbefolkat, med 56 invånare per kvadratkilometer. Närmaste större samhälle är Cosamaloapan de Carpio, 10,2 km öster om El Mirador. Trakten runt El Mirador består till största delen av jordbruksmark.